# Cupido arcilacis
Cupido arcilacis är en fjärilsart som beskrevs av Riley 1927. Cupido arcilacis ingår i släktet Cupido och familjen juvelvingar. Inga underarter finns listade i Catalogue of Life.